# Josef Sulkovský
Josef Sulkovský (10. května 1912 – 13. března 2009) byl český fotbalista, útočník.

## Fotbalová kariéra
V nejvyšší soutěži nastoupil za SK Slezská Ostrava ve 32 utkáních a dal 7 gólů, přičemž ten první z 22. srpna 1937 proti 1. ČsŠK Bratislava byl zároveň prvním ligovým gólem v historii Slezské. Podle oficiálního zápisu z tohoto utkání hraného na Staré střelnici jej sice vstřelil Jaroslav Moták, ale podle klubové kroniky jej vstřelil právě Sulkovský .
Celkem za Slezskou nastoupil v 299 utkáních a nastřílel v nich 230 branek . S aktivní činností končil kolem roku 1950. Je odchovancem SKMO Ostrava a později hrával i za Michálkovice a Kelč .

## Ligová bilance
| Ročník               | Zápasy | Góly | Klub               |
| -------------------- | ------ | ---- | ------------------ |
| Státní liga 1937/38  | 9      | 4    | SK Slezská Ostrava |
| Státní liga 1938/39  | 6      | 1    | SK Slezská Ostrava |
| Národní liga 1939/40 | 17     | 2    | SK Slezská Ostrava |
| CELKEM               | 32     | 7    |                    |